# 毛梗楼梯草
毛梗楼梯草（学名：Elatostema pubipes）是荨麻科楼梯草属的植物，是中国的特有植物。分布在中国大陆的云南等地，生长于海拔2,300米的地区，多生在山地竹林中，目前尚未由人工引种栽培。